# Hungaria (Franz Liszt)
Hungaria (S 103) is een symfonisch gedicht gecomponeerd door Franz Liszt. Het is geïnspireerd op de zigeunermuziek van Liszts vaderland Hongarije.

## Beschrijving
Dit symfonisch gedicht is een muziekstuk in één deel, hoorbaar onderverdeeld in enkele onderdelen. In tegenstelling tot vele composities van Liszt is er van dit werk slechts één versie: die uit 1854.
In Liszts symfonische gedichten treft men inspiraties aan uit allerlei bronnen en zeker ook uit zijn vaderland Hongarije, in het midden van de 19de eeuw nog een ‘wild en onbekend’ land. De Hongaarse idealen komen in Liszts muziek voortdurend tot uiting en hij schreef vele werken op Hongaarse thema’s:
- 6 Hongaarse rapsodieën voor orkest;
- Die Legende von der Heiligen Elisabeth (oratorium);
- Rákóczi Marsch voor orkest
- Szózat und Hymnus voor orkest
- 2 Hongaarse marsen voor orkest
- Fantaise über ungarische Volksweisen voor piano en orkest (S 123);
- Ungarische Zigeunerweisen voor piano en orkest (S714);
- Vele werken voor solopiano, waaronder 12 Hongaarse rapsodieën, csárdássen (Csárdás obstiné, Csárdás macabre), een cyclus ter ere van Hongaarse bekende personen (Hongaarse historische portretten) etc.

Liszt emotionele en romantische ideeën over Hongarije waren echter sterker aanwezig dan de muzikale relatie. Liszt maakte helaas één grote, grotendeels onbewuste, vergissing. Net als zoveel andere Hongaarse intellectuelen die nooit in de provincie, noch in de bergen of op de poesta (puszta) kwamen, dacht hij dat zigeunermuziek dé Hongaarse volksmuziek was. Dit beeld achtervolgde Liszt, vooral na zijn dood, bij de appreciatie van zijn werken met Hongaarse titels of verwijzingen: ze kónden niet goed zijn want ze waren verkeerd. Pas nadat Béla Bartók in 1936 bij de acceptatie van zijn eredoctoraat van de Hongaarse Academie van Wetenschappen een lans brak voor Liszt en zijn ‘fout’ is dit beeld hersteld. In Bartóks rede werd tot uiting gebracht dat de muziek uit de verbunkos-traditie en de Hongaarse volksliederen die Liszt gebruikte in ieder geval door hem consistent waren gebruikt en dat Liszt, in de ontwikkeling van het bekend worden van de Hongaarse volksmuziek, tóch een prominente rol had gespeeld. Weliswaar een heel andere dan de bergtochten die Bartók en Zoltán Kodály samen ondernamen om volksmuziek op te tekenen.

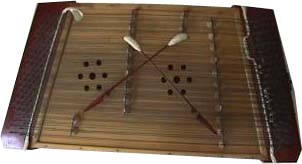
Een buikcymbaal, of cimbalom, een typisch instrument bij zigeunermuziek

Liszt smokkelde vaak stilistische trekjes uit de Hongaarse muziek in zijn werken. Een Hongaarse toon kan men horen in het symfonisch gedicht Heroïde funèbre, S102 en in de begrafenismars in Hamlet, S104. Liszt noemde zich in de ‘Hongaarse zaak’ (de vrijheidsstrijd om onder het Habsburgse juk uit te komen, zie Maartrevolutie) altijd een ‘loyale zoon’ en het symfonische gedicht Hungaria is het meest voor de hand liggende voorbeeld hiervan. Liszt heeft het bedoeld als een nagedachtenis aan het Hongaarse elan in het begin van de 19de eeuw: de zogenaamde ‘Reformatietijd’. Ten tweede als respons op de vieringen in 1840 toen hij op de leeftijd van 29 jaar, op het hoogtepunt van zijn Europese roem, zijn vaderland bezocht en concerten gaf om geld op te halen voor de enorme overstroming die toen de stad Pest had getroffen. Een van de beroemdste Hongaarse dichters, Mihály Vörösmarty, schreef een ode aan Liszt die in het nationale theater in Pest werd voorgedragen. (Liszt eerde Vörösmarty in zijn pianocyclus ‘Hongaarse historisch portretten’ daarop met een muzikaal portret.)
Liszt vergat deze geste niet en de première van Hungaria werd in 1856 in datzelfde theater door hem gegeven. Hungaria is geen muziekstuk dat de nederlaag van de Hongaren in hun Vrijheidsoorlog vertoond. Het roept alleen het jaar 1840 in herinnering, de Hongaarse rapsodieën, Hongaarse idealen. De Engelse musicoloog Searle noemde dit werk ‘een Hongaarse rapsodie in overtreffende trap’. Die rapsodieën hoort men terug in het thematisch karakter van het werk. Liszt presenteert vier snelle en vier langzame delen die hij virtuoos verbindt met cadenza-achtige overgangen. Hungaria is daarom de apotheose van de 19de-eeuwse verbunkos- en de zigeunermuziek.